# سوهارا
سوهارا (به انگلیسی: Seohara) یک منطقهٔ مسکونی در هند است که در بخش بیجنور واقع شده‌است. سوهارا ۴۳٬۹۸۵ نفر جمعیت دارد و ۲۱۱ متر بالاتر از سطح دریا واقع شده‌است.